# Роскат

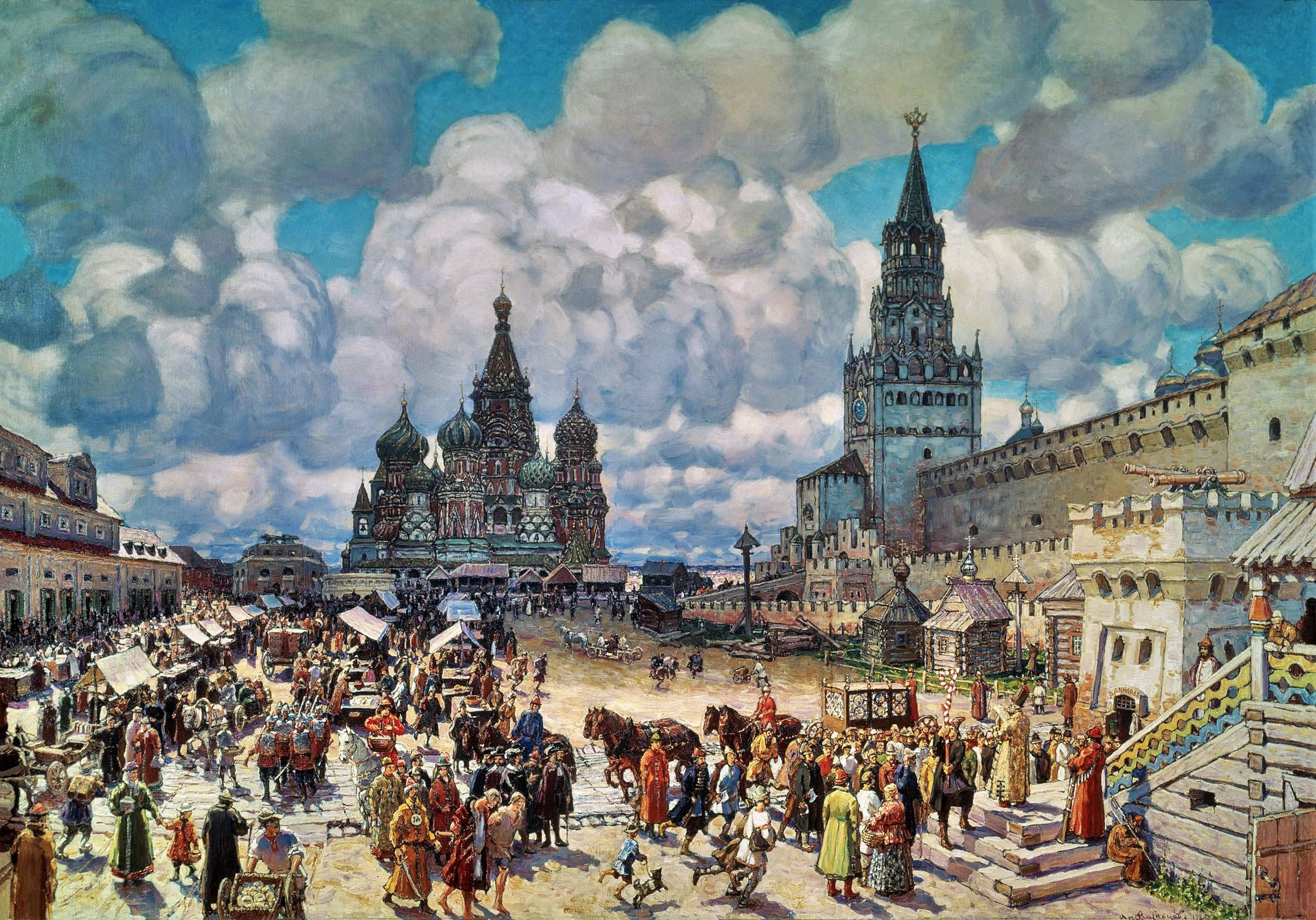
Красная площадь в конце XVII века (А. М. Васнецов, 1925). Раскаты — небольшие башенки вдоль кремлёвской стены с пушками (одна из них видна у правого обреза картины). К этому времени использовались для розничной торговли (арендатор был обязан содержать укрепление в пригодном для обороны состоянии).

Ро́скат (также Раска́т, изначально  «выровненное, выглаженное место», от глагола «раскатывать») — плоская насыпь или помост под валом крепости, для постановки пушки, позже назван барбетом; раска́ты (множественное) весь вал или укрепления города, русское оборонительное сооружение XVII века, возвышенная платформа (тераса) для размещения артиллерии, в виде пристройки к крепостной башне или отдельного башнеподобного строения.

## История
К началу XVIII века раскатами стали называться получившие широкое распространение бастионы и болверки. После заимствования в петровскую эпоху слова «бастион», термин «роскат» вышел из употребления.

... продолжал путь чрез Берлин до Гданска, куда приехал 11 числа того же месяца: город сей велик и изряден, стоит почти на самом море и огражден вокруг весьма изрядною крепостию с превеликими роскатами и другими сильными укреплениями; мосты тут подъемные и ворота такие, каких нигде невидал. ...— Пётр I, Записная книжка любопытных замечаний Великой особы, странствовавшей под именем Дворянина Российского Посольства в 1697 и 1698 году.
К. С. Носов выделяет три типа роскатов:
- пристройки к стене для установки артиллерии с целью увеличения огневой мощи, аналог кавальера, подобно которому могли пристраиваться к верхней или нижней части башни;
- башнеподобные постройки, отличающиеся от собственно башен увеличенным числом бойниц. Иногда употреблялся термин «роскатная башня». Роскатами назывались и осадные башни;
- земляной роскат[6][7] (бастион, болверк[4]).

Наиболее известными роскатами являются не сохранившиеся:
- астраханский раскат, с которого сторонники Стеньки Разина сбрасывали приговорённых к смерти;
- раскаты на Красной площади в Москве.